# Grande mosquée de Hohhot
La Grande mosquée de Hohhot (chinois : 呼和浩特清真大寺 ; pinyin : hūhéhàotè qīngzhēndàsì) est une mosquée située dans le district de Huimin à Hohhot, capitale de la Région autonome de Mongolie-Intérieure, en République populaire de Chine. Elle est classée depuis 2013 au catalogue des Sites historiques et culturels majeurs protégés au niveau national de Chine. C'est la plus vieille et la plus grande mosquée de Mongolie-Intérieure.

## Histoire
La mosquée a été construite en 1693 par le peuple Hui. Elle a ensuite été rénovée en 1789 et 1923.

## Architecture
La conception de la mosquée mêle architecture chinoise et arabe. Construite avec des briques noires, elle couvre une superficie de 4 000 m2. Elle dispose d'un minaret d’une hauteur de 15 mètres et d'un bain public.

## Galerie

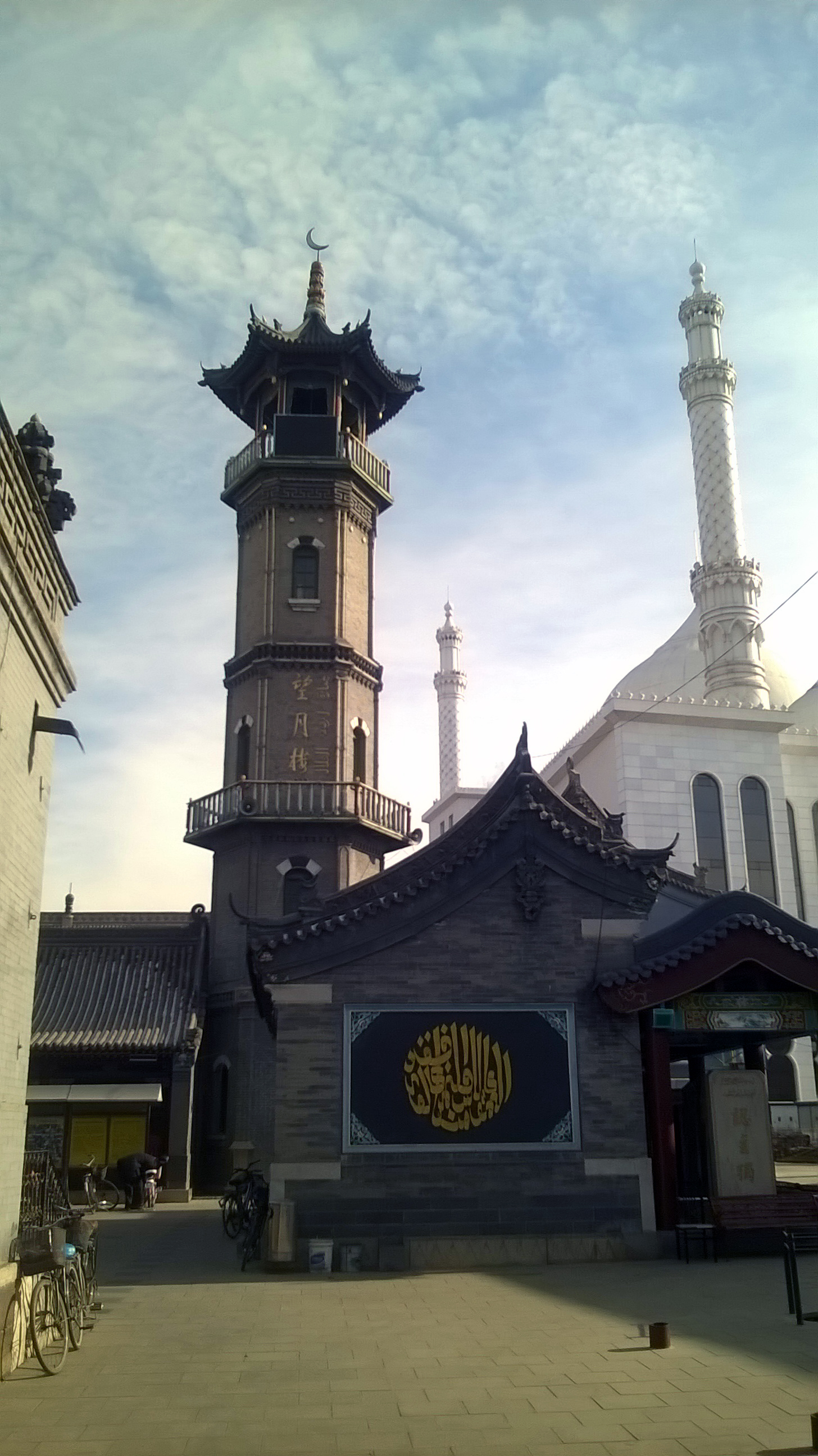
Minaret de la mosquée.
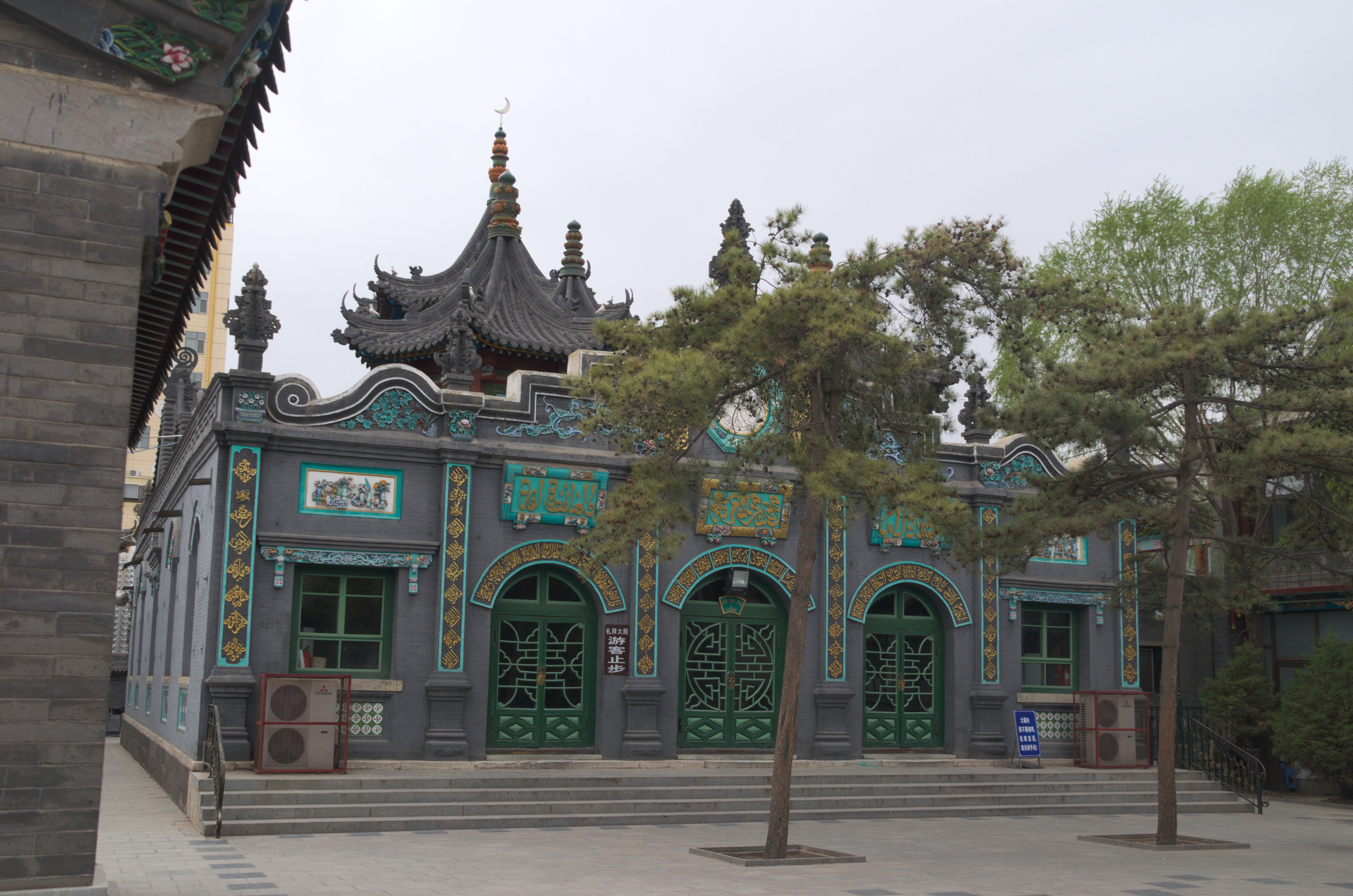
Portes du bâtiment principal, comportant le caractère shou, symbole de la longévité.
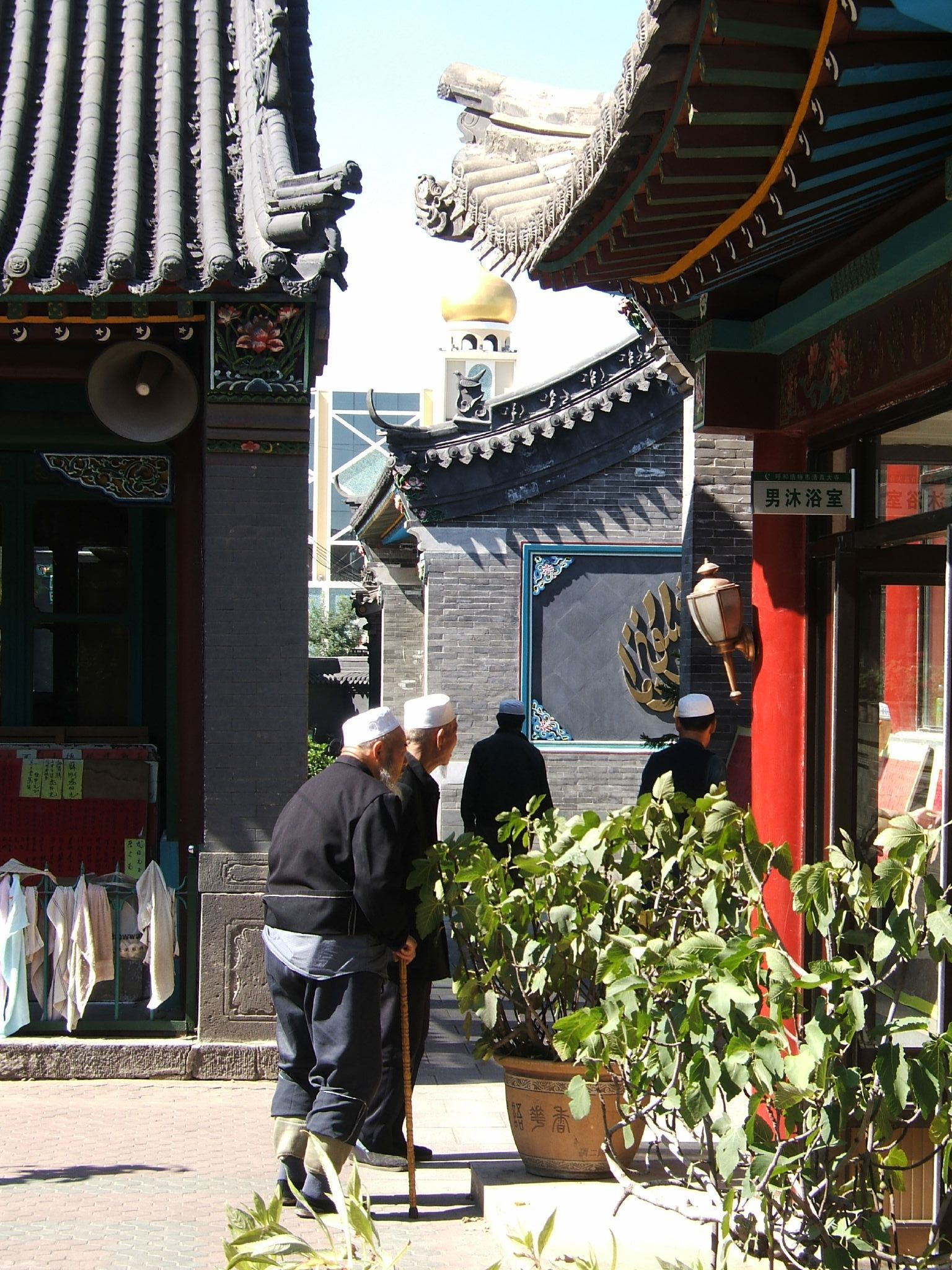
Fidèles au petit matin.
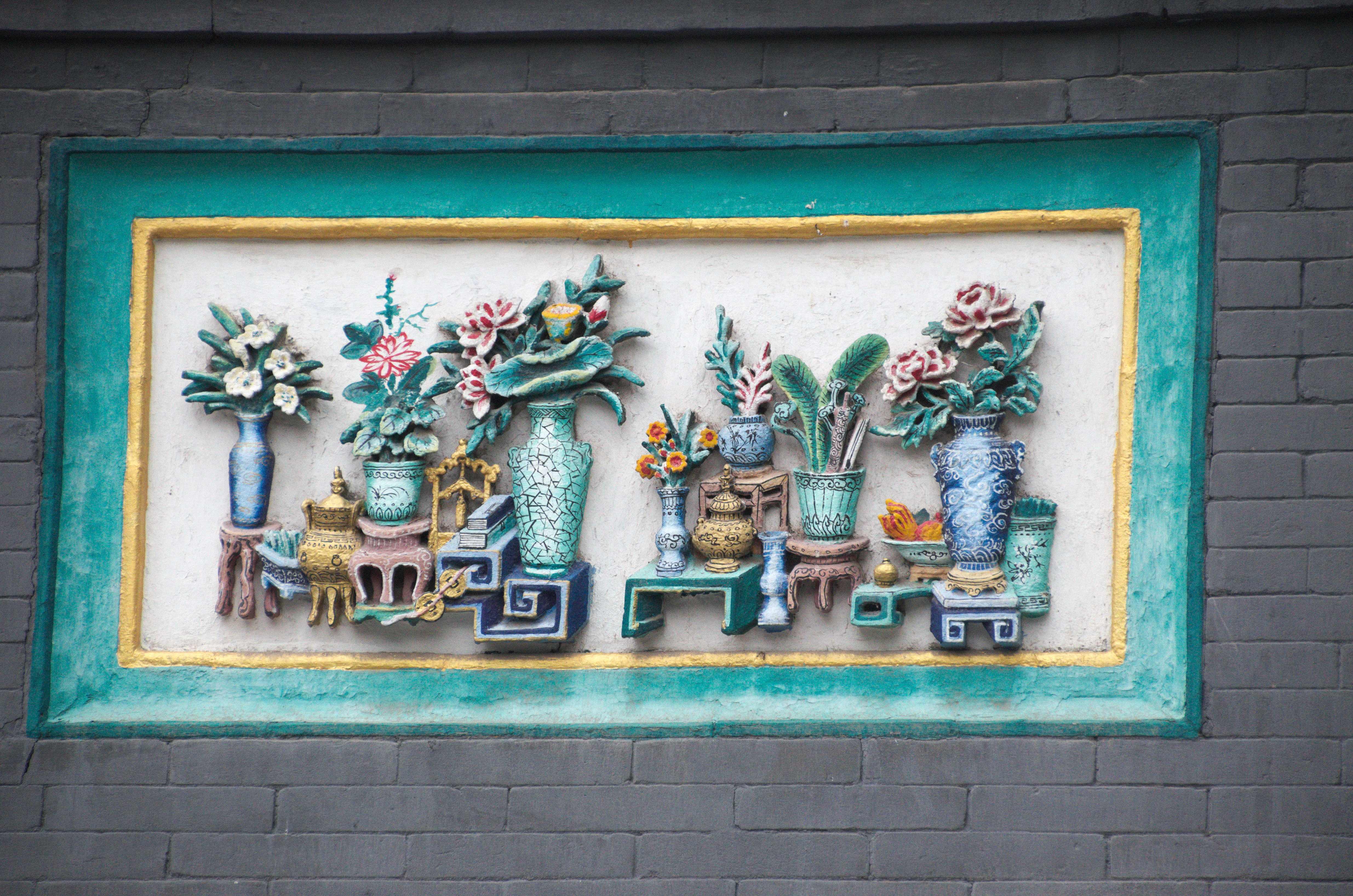
Bas reliefs décoratifs.
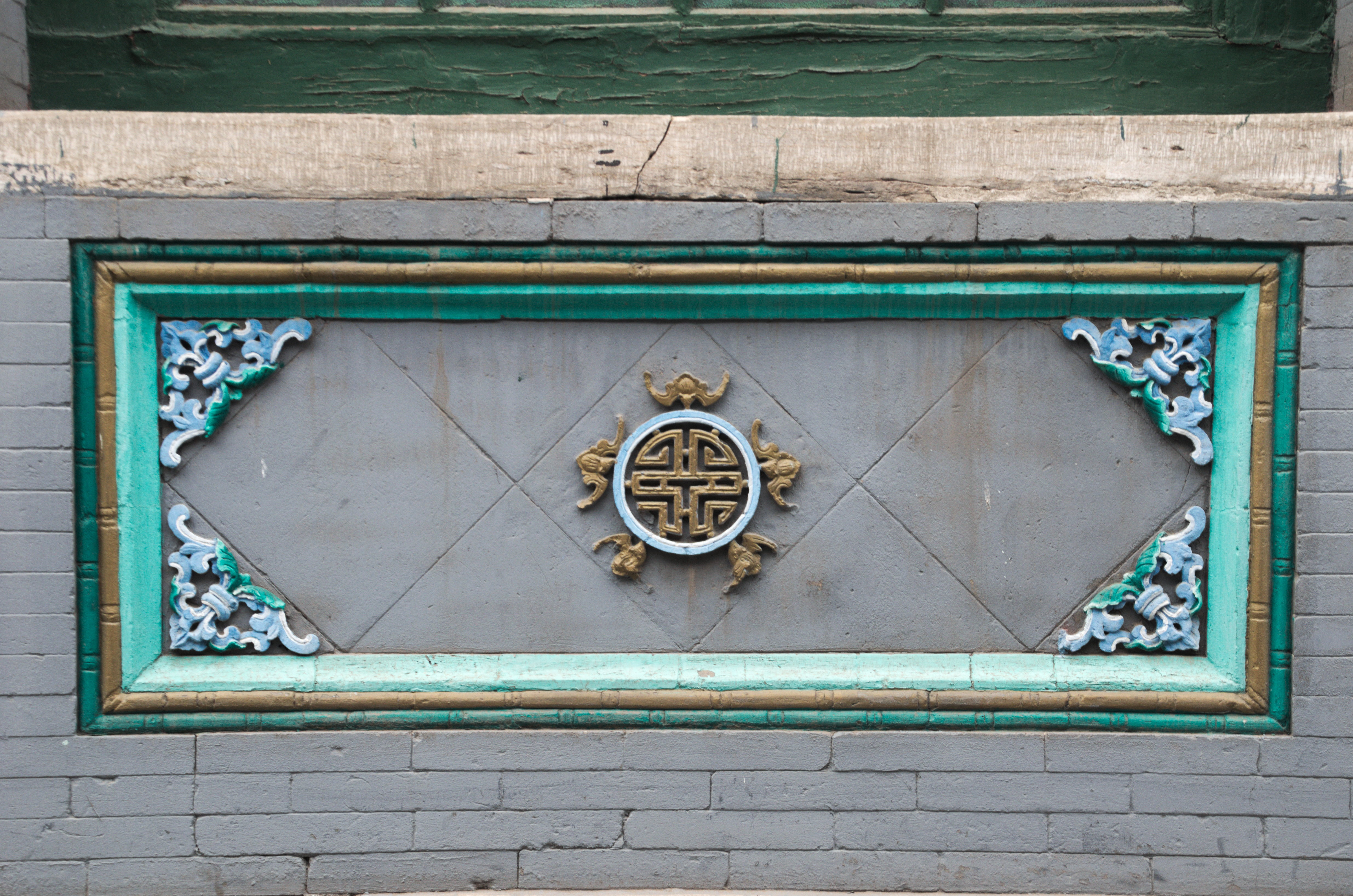
Bas relief comportant le caractère shou et des chauve-souris, symbole de bonheur.